# 7월 24일
7월 24일은 그레고리력으로 205번째(윤년일 경우 206번째) 날에 해당한다.

## 사건
- 1567년 - 스코틀랜드 메리 1세 여왕 퇴위 후 제임스 1세 즉위.
- 1907년 - 한일신협약 체결로 대한제국의 군대가 해산되었다.
- 1911년 - 잉카 제국의 유적인 마추 픽추가 발견되다.
- 1948년 - 이승만과 이시영이 대한민국 대통령과 부통령 임기를 시작했다.
- 1974년 - 그리스 군사 정권이 소멸되었다.
- 2001년 - 진주 관광버스 추락 사고가 발생했다.
- 2009년 - 한나라당의 미디어 관련법 개정안 강행처리에 항거하여 민주당 정세균 대표, 천정배 의원이 18대 국회의원직 사퇴를 선언하였다.
- 2010년 - 독일의 테크노 음악 축제인 '러브 퍼레이드' 행사 도중 압사 사고가 일어나 21명이 사망, 242명이 부상당했다.
- 2012년 - 영국 최대의 축구장인 '웸블리 스타디움'의 특수 키가 분실되는 사건이 발생했다.
- 2014년 -
  - 오스트레일리아 남부 빅토리아주 그레이트 오션 로드를 달리던 미니 버스가 20m 아래 절벽에 추락 7명의 사상자가 발생하였다.
  - 부르키나파소 와가두구를 출발 알제리의 수도 알제로 가던 알제리 항공 5017편이 말리 상공을 비행하는 도중 실종되었다.

## 문화
- 1952년 - 서독 대중지 "빌트"의 첫판이 인쇄되어서 발간되었다.
- 1976년 - 대한민국 첫 로봇 애니메이션 태권V가 개봉되었다.
- 2000년 - 세계 최초 게임 방송국 온게임넷(현 OGN)이 개국했다.
- 2009년 - 대한민국 서울 지하철 9호선 1단계 구간이 개통되고, 9호선의 운행이 시작되었다. (개화 ~ 신논현 구간)
- 2011년 - 일본의 지상파 아날로그 텔레비전 본방송이 후쿠시마현, 이와테현, 미야기현을 제외한 41개 도도현에서 낮 12시를 기해 종료되었다.

## 탄생
- 1775년 - 프랑스의 범죄자, 범죄학자 외젠 프랑수아 비도크. (~1857년)
- 1783년 - 베네수엘라의 독립운동가 시몬 볼리바르. (~1830년)
- 1802년 - 프랑스의 소설가 알렉상드르 뒤마. (~1870년)
- 1803년 - 프랑스의 작곡가 아돌프 아당. (~1856년)
- 1847년 - 독일의 봉제인형 회사 창업자 마르가레테 슈타이프. (~1909년)
- 1860년
  - 체코의 화가 알폰스 무하. (~1939년)
  - 조선의 문신, 구한말의 의병장 김복한. (~1924년)
- 1864년 - 독일의 극작가 프랑크 베데킨트. (~1918년)
- 1876년 - 미국의 아동 문학가 진 웹스터. (~1916년)
- 1897년 - 미국의 파일럿 어밀리아 에어하트. (~1937년)
- 1920년 - 스페인의 가수 호세 노리에가 아궤라. (~2006년)
- 1928년 - 대한민국의 조각가 김세중. (~1986년)
- 1930년 - 이탈리아의 테니스 선수, 스포츠 해설가 잔니 클레리치. (~2022년)
- 1934년 - 대한민국 언론인 김병관. (~2008년)
- 1936년
  - 미국의 배우 댄 이노산토.
  - 미국의 배우 루스 버지. (~2025년)
  - 미국의 영화배우 마크 고다드. (~2023년)
- 1937년 - 대한민국의 배우 김지영. (~2017년)
- 1938년 - 대한민국의 정치인 박명서. (~2024년)
- 1941년 - 중화인민공화국의 정치인 우방궈. (~2024년)
- 1945년 - 일본의 야구 선수, 야구 감독 다카다 시게루.
- 1948년 - 대한민국의 배우 김창봉.
- 1951년 - 미국의 배우, 가수 린다 카터.
- 1952년 - 미국의 영화 감독 구스 반 산트.
- 1955년 - 일본의 성우 우메즈 히데유키. (~2024년)
- 1957년 - 우즈베키스탄의 대통령, 정치인 샤브카트 미르지요예프.
- 1958년 - 대한민국의 군인, 정치인 신원식.
- 1959년 - 일본의 애니메이션 감독 하라 케이이치.
- 1962년 - 대한민국의 전 야구 선수, 현 야구 코치 김정수.
- 1963년
  - 일본의 가수, 작곡가 카와이 나오코.
  - 대한민국의 배우 김용헌.
- 1964년
  - 일본의 소설가 요시모토 바나나.
  - 미국의 야구 선수 배리 본즈.
- 1965년 - 대한민국의 검사, 변호사 봉욱.
- 1967년 - 대한민국의 작가 임재성.
- 1968년
  - 대한민국의 가수, 배우, MC 탁재훈.
  - 미국의 배우, 가수 크리스틴 체노웨스.
- 1969년
  - 대한민국의 성우 안지환.
  - 대한민국의 변호사 겸 소설가 도태우.
  - 대한민국의 기자 한수진.
  - 미국의 영화배우, 가수, 디자이너 제니퍼 로페즈.
- 1970년 - 대한민국의 배우 김상호.
- 1971년
  - 이탈리아의 전 축구 선수 디노 바조.
  - 대한민국의 희극인 황승환.
  - 일본의 가수 사카모토 마사유키.
  - 미국의 영화 감독 패티 젱킨스.
- 1972년
  - 조선민주주의인민공화국 태생 대한민국의 배우 김혜영.
  - 대한민국의 교육자 이주희.
- 1973년 - 독일의 정치인 다니엘 귄터.
- 1974년
  - 일본의 정치인 야마오 시오리.
  - 대한민국의 래퍼 미노.
- 1975년 - 미국의 전 프로레슬링 선수 토리 윌슨.
- 1976년
  - 대한민국의 배우 김민준.
  - 대한민국의 SBS 아나운서 정석문.
- 1977년
  - 대한민국의 배우 손정민.
  - 대한민국의 미스코리아, 방송인 이지안.
  - 대한민국의 아나운서 정은승.
  - 이란의 전 축구 선수 메흐디 마다비키아.
- 1979년 - 오스트레일리아의 배우 로즈 번.
- 1980년 - 대한민국의 트랜스젠더, 방송인, 배우, 가수 이시연.
- 1982년
  - 뉴질랜드의 배우 애나 패퀸.
  - 미국의 배우 엘리자베스 모스.
  - 미국의 배우 서머 글라우.
- 1981년 - 미국의 배우 서머 글라우.
- 1982년
  - 미국의 배우 엘리자베스 모스.
  - 뉴질랜드의 배우 애나 패퀸.
  - 캐나다의 전 배우, 범죄자 루카 매그노타.
  - 미국의 배우 서머 글라우.
- 1983년 - 이탈리아의 축구 선수 다니엘레 데 로시.
- 1984년
  - 대한민국의 국악인 하윤주.
  - 일본의 가수 HIROKO (mihimaru GT).
- 1985년
  - 대한민국의 가수 프롬.
  - 미국의 축구 선수 브라이언 뱅크스.
  - 일본의 전 축구 선수 마쓰시타 고헤이.
- 1986년 - 대한민국의 야구 선수 윤석민 (KIA 타이거즈).
- 1987년
  - 대한민국의 인터넷 방송인 우왁굳.
  - 대한민국의 축구 선수 권오성.
  - 대한민국의 희극인 서태훈.
- 1988년 - 대한민국의 전 가수, 배우 한승연 (카라).
- 1989년 - 대한민국의 축구 선수 김태환.
- 1990년
  - 대한민국의 전 야구 선수 김동엽.
  - 대한민국의 배우 이봄.
  - 일본의 전 축구 선수 무라오카 다쿠야.
  - 대한민국의 가수, 싱어송라이터 지셀.
- 1991년
  - 대한민국의 가수 메이다니.
  - 대한민국의 전 스타크래프트 프로게이머 황병영.
- 1992년
  - 대한민국의 성우 윤은서.
  - 대한민국의 야구 선수 김민수.
- 1993년
  - 대한민국의 축구 선수 김경재.
  - 대한민국으 농구 선수 김소니아.
- 1994년
  - 중국의 쇼트트랙 선수 우다징.
  - 일본의 배우 호시조라 모아.
- 1995년
  - 대한민국의 가수 다원 (SF9).
  - 대한민국의 배우 김태민.
- 1996년
  - 대한민국의 뮤지컬 배우 이수빈.
  - 대한민국의 야구 선수 이시원.
  - 독일의 조정 선수 올리버 차이들러.
- 1997년
  - 미국의 배우 케일리 스페이니.
  - 대한민국의 연극배우 정주희.
- 1998년
  - 마카오와 홍콩의 기독교 목사 양군배.
  - 마카오와 홍콩의 목회자 렁관푸이.
- 1999년 - 대한민국의 인터넷 방송인 김유연.
- 2000년 - 대한민국의 축구 선수 이성민.
- 2001년
  - 대한민국의 배우 임형찬.
  - 대한민국의 농구 선수 허예은.
- 2004년 - 대한민국의 축구 선수 유선.

## 사망
- 1862년 - 미국의 제8대 대통령 마틴 밴 뷰런. (1782년~)
- 1971년 - 조선민주주의인민공화국의 연극배우, 영화배우 심영. (1910년~)
- 1984년 - 브라질의 소설가 조제 마우루 지 바스콘셀루스. (1920년~)
- 1993년 - 대한민국의 군인 출신 정치가 이세규. (1926년~)
- 2001년 - 대한민국의 야구 감독 김명성. (1946년~)
- 2008년 - 대한민국의 군인 출신 정치가 양순직. (1925년~)
- 2010년 - 대한민국의 군인 윤필용. (1927년~)
- 2014년 - 대한민국의 영화배우, 방송인, 가수 유채영. (1973년~)
- 2016년 - 미국의 가수 마니 닉슨. (1930년~)
- 2017년 - 대한민국의 기업인 강훈. (1968년~)
- 2018년 - 대한민국의 정치인 유성환. (1931년~)
- 2019년
  - 대한민국의 시인 황병승. (1970년~)
  - 대한민국의 영화감독 남기남. (1942년~)
- 2020년 - 미국의 방송인 리지스 필빈. (1931년~)
- 2021년 - 대한민국의 정치인 김옥현. (1934년~)
- 2022년 - 잉글랜드의 영화배우 데이비드 워너. (1941년~)
- 2023년
  - 일본의 소설가 모리무라 세이이치. (1933년~)
  - 영국의 언론인 조지 알라기아. (1955년~)
  - 미국의 물리학자 찰스 W. 미스너. (1932년~)
- 2025년
  - 영국의 재즈가수 클레오 레인. (1927년~)
  - 미국의 프로레슬러 헐크 호건. (1953년~)

## 기념일
- 어린이 날: 바누아투
- 시몬 볼리바르의 날: 에콰도르, 베네수엘라, 콜롬비아, 볼리비아
- 개척자의 날: 유타주, 미국
- 텐진 마츠리(天神祭): 오사카, 일본

## 같이 보기
- 전날: 7월 23일 다음날: 7월 25일 - 전달: 6월 24일 다음달: 8월 24일
- 음력: 7월 24일
- 모두 보기